# Leichtathletik-Europameisterschaften 1962/4 × 100 m der Männer

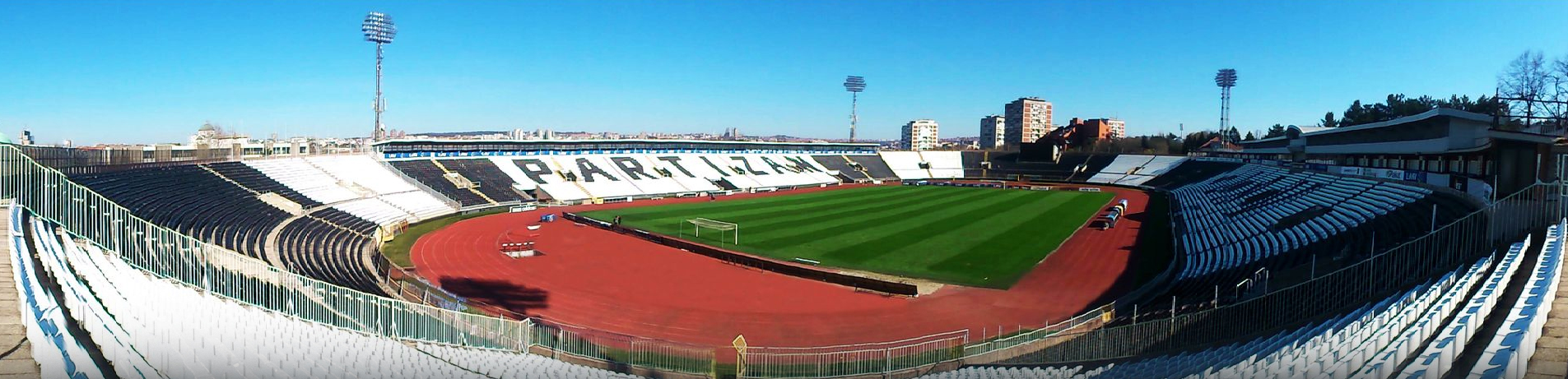
Panoramablick auf das Partizan-Stadion 2014 – 52 Jahre
nach den dortigen Europameisterschaften

Die 4-mal-100-Meter-Staffel der Männer bei den Leichtathletik-Europameisterschaften 1962 wurde am 14. und 16. September 1962 im Belgrader Partizan-Stadion ausgetragen.
Europameister wurde Deutschland in der Besetzung Klaus Ulonska, Peter Gamper, Hans-Joachim Bender und Manfred Germar.
Den zweiten Platz belegte Polen mit Jerzy Juskowiak, Andrzej Zieliński, Zbigniew Syka und Marian Foik.
Bronze ging an Großbritannien mit Alf Meakin, Ronald Jones, Berwyn Jones, David Jones.

## Rekorde

### Bestehende Rekorde
| Weltrekord   | 39,1 s | USA (Hayes Jones, Frank Budd, Charles Frazier, Paul Drayton)                    | Moskau, Sowjetunion (heute Russland) | 15. Juli 1961   |
| Europarekord | 39,4 s | Sowjetunion (Edvīns Ozoliņš, Nikolai Politiko, Juri Konowalow, Leonid Bartenew) | Moskau, Sowjetunion (heute Russland) | 15. Juli 1961   |
| EM-Rekord    | 40,2 s | Deutschland (Walter Mahlendorf, Armin Hary, Heinz Fütterer, Manfred Germar)     | EM Stockholm, Schweden               | 24. August 1958 |

### Rekordverbesserungen / -egalisierungen
Der bestehende EM-Rekord wurde bei diesen Europameisterschaften von vier Staffeln verbessert oder eingestellt. Darüber hinaus gab es sieben egalisierte oder gesteigerte Landesrekorde.
- Meisterschaftsrekorde:
  - 40,0 s – Frankreich (Jean-Paul Lambrot, Guy Lagorce, Claude Piquemal, Jocelyn Delecour), erster Vorlauf am 14. September
  - 39,8 s – Großbritannien (Alf Meakin, Ronald Jones, Berwyn Jones, David Jones), zweiter Vorlauf am 14. September
  - 39,5 s – Deutschland (Klaus Ulonska, Peter Gamper, Hans-Joachim Bender, Manfred Germar), Finale am 16. September
  - 39,5 s – Polen (Jerzy Juskowiak, Andrzej Zieliński, Zbigniew Syka, Marian Foik), Finale am 16. September
- Landesrekorde:
  - 39,8 s (verbessert) – Großbritannien (Alf Meakin, Ronald Jones, Berwyn Jones, David Jones), zweiter Vorlauf am 14. September
  - 39,9 s (verbessert) – Polen (Jerzy Juskowiak, Andrzej Zieliński, Zbigniew Syka, Marian Foik), zweiter Vorlauf am 14. September
  - 40,1 s (verbessert) – Schweden (Sven Hortewall, Bo Althoff, Sven-Åke Löfgren, Owe Jonsson), zweiter Vorlauf am 14. September
  - 40,3 s (verbessert) – Bulgarien (Yordan Glukhchov, Veselin Valov, Todor Stalev, Mikhail Bachvarov), zweiter Vorlauf am 14. September
  - 39,5 s (egalisiert) – Deutschland (Klaus Ulonska, Peter Gamper, Hans-Joachim Bender, Manfred Germar), Finale am 16. September
  - 39,5 s (verbessert) – Polen (Jerzy Juskowiak, Andrzej Zieliński, Zbigniew Syka, Marian Foik), Finale am 16. September
  - 39,8 s (egalisiert) – Großbritannien (Alf Meakin, Ronald Jones, Berwyn Jones, David Jones), Finale am 16. September

## Vorrunde
14. September 1962, 21.00 Uhr
Die Vorrunde wurde in zwei Läufen durchgeführt. Die ersten drei Staffeln pro Lauf – hellblau unterlegt – qualifizierten sich für das Finale.

### Vorlauf 1
| Platz | Nation      | Besetzung                                                          | Zeit (s) |
| ----- | ----------- | ------------------------------------------------------------------ | -------- |
| 1     | Frankreich  | Jean-Paul Lambrot Guy Lagorce Claude Piquemal Jocelyn Delecour     | 40,0 CR  |
| 2     | Ungarn      | Imre Babos Csaba Csutorás László Mihályfi Gyula Rábai              | 40,5     |
| 3     | Italien     | Livio Berruti Sergio Ottolina Armando Sardi Flavio Colani          | 40,6     |
| 4     | Sowjetunion | Amin Tujakow Edvīns Ozoliņš Slawa Prochorowski Igor Ter-Owanessjan | 40,8     |

### Vorlauf 2
| Platz | Nation         | Besetzung                                                     | Zeit (s)   |
| ----- | -------------- | ------------------------------------------------------------- | ---------- |
| 1     | Großbritannien | Alf Meakin Ronald Jones Berwyn Jones David Jones              | 39,8 CR/NR |
| 2     | Deutschland    | Klaus Ulonska Peter Gamper Hans-Joachim Bender Manfred Germar | 39,9       |
| 3     | Polen          | Jerzy Juskowiak Andrzej Zieliński Zbigniew Syka Marian Foik   | 39,9 NR    |
| 4     | Schweden       | Sven Hortewall Bo Althoff Sven-Åke Löfgren Owe Jonsson        | 40,1 NR    |
| 5     | Bulgarien      | Yordan Glukhchov Veselin Valov Todor Stalev Mikhail Bachvarov | 40,3 NR    |

## Finale
16. September 1962, 18.39 Uhr
| Platz | Nation         | Besetzung                                                      | Zeit (s)    |
| ----- | -------------- | -------------------------------------------------------------- | ----------- |
| 1     | Deutschland    | Klaus Ulonska Peter Gamper Hans-Joachim Bender Manfred Germar  | 39,5 CR/DRe |
| 2     | Polen          | Jerzy Juskowiak Andrzej Zieliński Zbigniew Syka Marian Foik    | 39,5 CR/NR  |
| 3     | Großbritannien | Alf Meakin Ronald Jones Berwyn Jones David Jones               | 39,8 NRe    |
| 4     | Frankreich     | Jean-Paul Lambrot Guy Lagorce Claude Piquemal Jocelyn Delecour | 40,0        |
| 5     | Italien        | Livio Berruti Sergio Ottolina Armando Sardi Flavio Colani      | 40,3        |
| 6     | Ungarn         | Imre Babos Csaba Csutorás László Mihályfi Gyula Rábai          | 40,5        |